# Olena Sotnyk

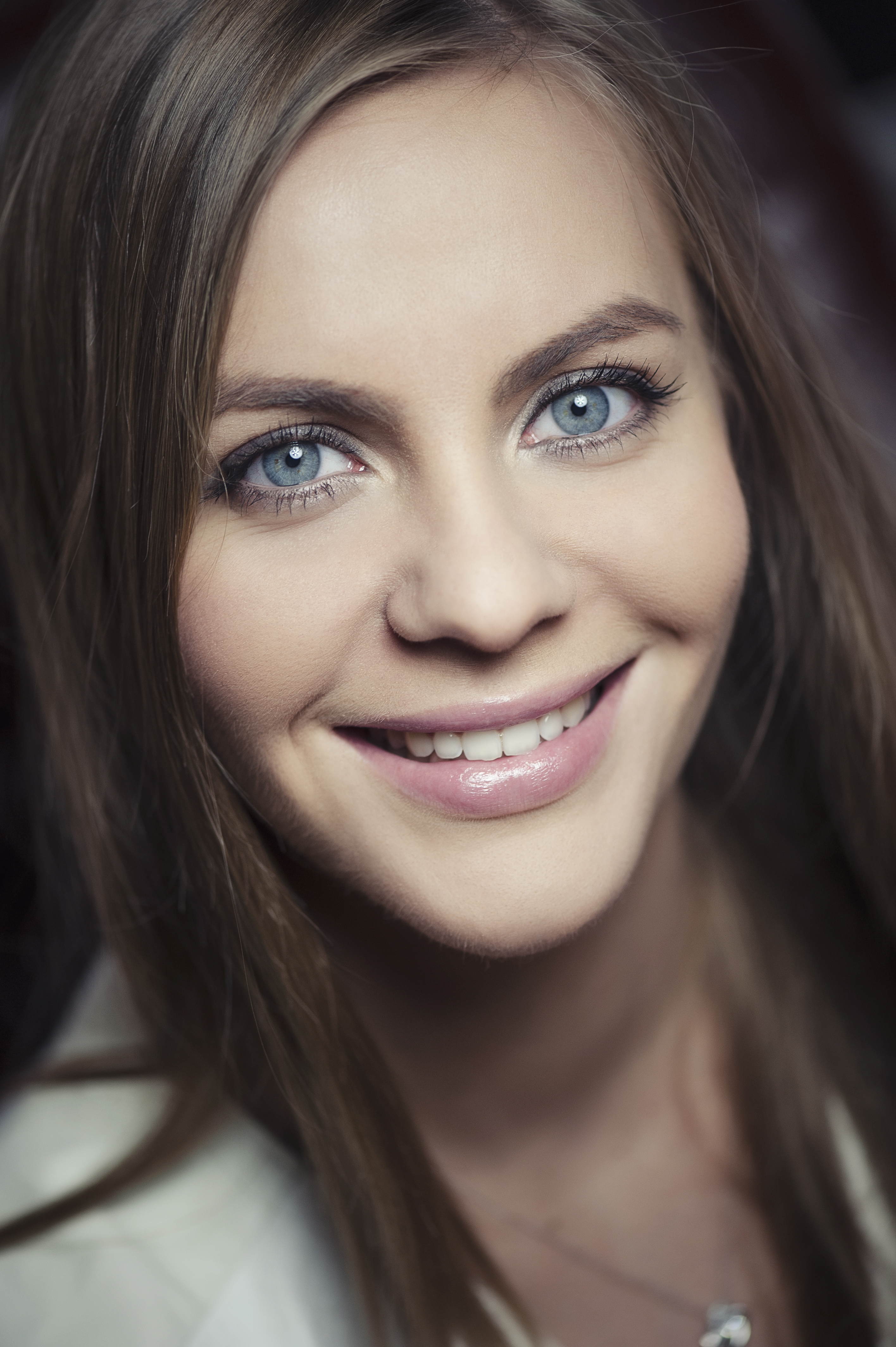
Olena Sotnyk (2014)

Olena Serhijiwna Sotnyk (ukrainisch Олена Сергіївна Сотник, * 21. Dezember 1982 in Kiew) ist eine ukrainische Juristin und Politikerin der Partei Samopomitsch.

## Biografie
Olena Serhijiwna Sotnyk wurde am 21. Dezember 1982 in Kiew geboren. Im Jahr 2005 schloss sie ihr Studium der Rechtswissenschaft an der Nationalen Akademie für innere Angelegenheiten der Ukraine in Kiew ab. Ab 2005 arbeitete sie als leitende Rechtsberaterin der Verschiffungsfirma MD Shipping Co. Ltd. Im Jahr 2007 erhielt sie ihre amtliche Zulassung als Rechtsanwältin. Von 2006 bis 2008 war sie Generaldirektorin der Interessenvertretung Solodko i Partnery. Von 2010 bis 2012 war sie die Vorsitzende der Kiewer Zweigstelle des ukrainischen Anwaltsverbandes. Im Jahr 2011 war sie Mitglied des Fachausschusses der Werchowna Rada für Industrie- und Regulierungspolitik.
Bei der Parlamentswahl in der Ukraine 2014 war Sotnyk auf Listenplatz 11 der Partei Samopomitsch und wurde als Abgeordnete in die Werchowna Rada gewählt.